# Karl Debrois van Bruyck
Karl Debrois van Bruyck (Brno, 1 de març de 1828 - Rakousko, 12 d'agost de 1902) fou un músic i crític musical txec.
Les seves composicions musicals no es distingeixen per la seva originalitat, al contrari són molt notables les seves obres de crítica, entre les que cal citar-se la titulada Technischen und aesthetischen Analysen des wohltemperirten Klaviers (Leipzig, 1867
Compongué música de cambra, obres de piano, obres corals, nombrosos lieder.